# Tour Égée
Tour Égée ist der Name eines Wolkenkratzers im Pariser Vorort Courbevoie in der Bürostadt La Défense. Mit dem Bau wurde 1997 begonnen. Bei seiner Fertigstellung 1999 war der 155 m hohe Büroturm der Siebthöchste im Geschäftsviertel La Défense. Das Gebäude verfügt über 40 oberirdische Etagen und über eine Fläche von etwa 53.000 Quadratmetern. Entworfen wurde der Wolkenkratzer von den Architekten Michel Andrault, Nicolas Ayoub und Conceptua.
Der Büroturm ist mit der Métrostation La Défense und dem Bahnhof La Défense an den öffentlichen Nahverkehr im Großraum Paris angebunden.